# Nisída Diásporos
Nisída Diásporos är en ö i Grekland.   Den ligger i regionen Mellersta Makedonien, i den nordöstra delen av landet, 250 km norr om huvudstaden Aten. Arean är 3,1 kvadratkilometer.
Terrängen på Nisída Diásporos är platt. Öns högsta punkt är 44 meter över havet. Den sträcker sig 3,2 kilometer i nord-sydlig riktning, och 2,2 kilometer i öst-västlig riktning.  I omgivningarna runt Nisída Diásporos växer i huvudsak barrskog.